# 고누마촌
고누마촌(鴻沼村)은 니가타현 기타칸바라군에 있던 촌이다. 

## 역사
- 1901년 11월 1일 - 기타칸바라군 시마즈카촌,나카이촌이 합병해 고누마촌이 성립하였다.
- 1940년 8월 1일 - 기타칸바라군 시바타정에 편입되어 소멸하였다.

## 교통

### 철도
시바타역 개업시의 소재지는 기타칸바라군 고누마촌으로 되어 있었다, 그후 다이쇼7년의 경계 변경으로 해당 지역은 시바타정이 되었다.
그 결과 구 촌역은 일본국유철도 우에쓰 본선이 통과하기만 했다.

## 참고문헌
- 『市町村名変遷辞典』東京堂出版、1990年。
- 『新潟県市町村便覧』擁天堂、1902年6月15日。